# Saison 2012 des Rays de Tampa Bay
La saison 2012 des Rays de Tampa Bay est la 15e saison en Ligue majeure de baseball pour cette franchise.
Avec 90 victoires et 72 défaites, les Rays sont la cinquième meilleure des 14 équipes de la Ligue américaine en 2012, mais ils ne parviennent pas à se qualifier pour les séries éliminatoires, une première en trois ans. Avec cette cinquième saison gagnante de suite, les Rays terminent au troisième rang de la compétitive division Est, à cinq matchs des meneurs, les Yankees de New York, et trois parties derrière les Orioles de Baltimore et la dernière place disponible pour les éliminatoires. Le lanceur partant des Rays David Price gagne le trophée Cy Young du meilleur lanceur de la Ligue américaine. Le releveur Fernando Rodney affiche la meilleure moyenne de points mérités de l'histoire (0,60) et bat le record de Dennis Eckersley.

## Contexte
Avec 91 victoires contre 71 défaites en 2011, les Rays prennent la deuxième place de la division Est et décrochent la place de meilleurs deuxièmes de la Ligue américaine après un fort mois de septembre où ils comblent l'écart de 9 parties qui les séparait des Red Sox de Boston. Qualifiés après avoir surmonté un déficit de 7 points dans la dernière partie de l'année contre les Yankees de New York, les Rays commencent bien les éliminatoires en remportant le premier match qui les oppose aux Rangers du Texas en Série de divisions, mais ils perdent les trois suivants pour être éliminés par cette équipe pour une deuxième année de suite. La saison 2011 est une quatrième campagne victorieuse de suite pour la franchise de Tampa Bay, qui joue en matchs d'après-saison pour la troisième fois en quatre ans. L'équipe excelle particulièrement au monticule alors que le lanceur James Shields domine le baseball majeur avec 11 matchs complets et que Jeremy Hellickson est élu recrue de l'année en Ligue américaine. Pour la deuxième fois en quatre ans, le manager des Rays Joe Maddon est nommé gérant de l'année dans l'Américaine.

## Intersaison

### Ajouts

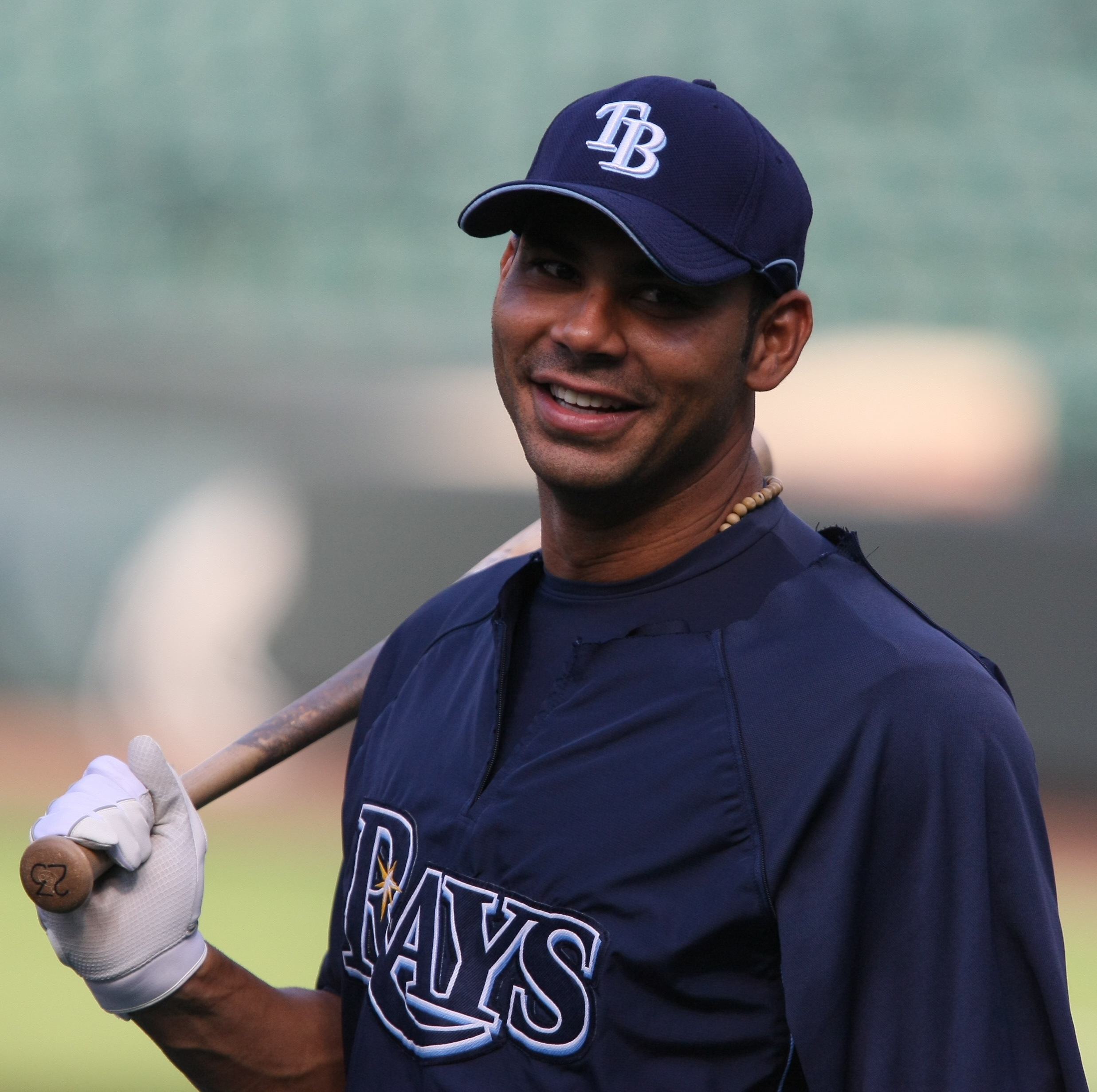
Carlos Peña.

Le 27 novembre 2011, après sa troisième saison chez les Rays, le receveur John Jaso est échangé aux Mariners de Seattle en retour du lanceur de relève droitier Josh Lueke. Les Rays mettent sous contrat le vétéran receveur José Molina, qui a passé les deux dernières années chez les Blue Jays de Toronto.
Le releveur droitier Burke Badenhop est obtenu des Marlins de Miami le 12 décembre en retour du receveur des ligues mineures Jake Jefferies.
Un autre releveur, le droitier Fernando Rodney, signe un contrat de deux ans avec les Rays le 4 janvier.
Le 12 janvier, le voltigeur Luke Scott rejoint Tampa Bay pour un an en provenance de Baltimore.
Ayant besoin d'ajouter de la force offensive pour complémenter leur excellent personnel de lanceurs, les Rays mettent sous contrat le 24 janvier une figure connue et appréciée de leurs partisans : leur ancien joueur de premier but Carlos Peña, qui accepte un contrat d'une saison pour 7,25 millions de dollars après avoir joué un an avec les Cubs de Chicago.
Le 27 janvier, le joueur de champ intérieur Jeff Keppinger, qui a partagé 2011 entre Houston et San Francisco, rejoint le club de Tampa.

### Départs
Le 13 décembre, le receveur Kelly Shoppach quitte les Rays et signe un contrat d'un an avec les Red Sox de Boston.
Le 31 janvier 2012, le joueur de champ intérieur Russ Canzler est transféré aux Indians de Cleveland contre une somme d'argent.
Le joueur de premier but Casey Kotchman signe le 3 février 2012 un contrat d'une saison avec Cleveland.
Le réserviste au premier but Dan Johnson n'est pas retenu par les Rays et signe un contrat avec les White Sox de Chicago le 3 février.

## Calendrier pré-saison
L'entraînement de printemps des Rays s'ouvre en février et le calendrier de matchs préparatoires précédant la saison s'étend du 3 mars au 4 avril 2012.

## Saison régulière
La saison régulière des Rays se déroule du 6 avril au 3 octobre 2012 et prévoit 162 parties. Elle débute à domicile avec la visite des Yankees de New York.

### Avril
- 30 avril : Les Rays mettent Hideki Matsui sous contrat[20].

### Juin
- 19 juin : Le lanceur des Rays Joel Peralta est expulsé d'un match des Rays contre les Nationals de Washington pour avoir eu du goudron de pin, une substance interdite pouvant altérer la trajectoire de la balle, dans son gant[21].

### Juillet
- 25 juillet : Les Diamondbacks de l'Arizona échangent le troisième but Ryan Roberts aux Rays contre le joueur de deuxième but des ligues mineures Tyler Bortnick[22].

### Août
- 1er août : Les Rays libèrent le vétéran Hideki Matsui après un séjour infructueux de 34 parties avec le club[23].
- 15 août : Dans une défaite de 1-0 à Seattle, Félix Hernández des Mariners lance le 23e match parfait de l'histoire du baseball majeur[24]. C'est la première fois de l'histoire que 3 parties parfaites sont réussies dans une même saison. C'est aussi la troisième fois depuis les débuts de leur franchise en 1998 que les Rays sont victimes de la partie parfaite d'un lanceur adverse. Seuls les Dodgers en comptent autant, avec une lorsqu'ils étaient les Dodgers de Brooklyn et deux à Los Angeles.

### Octobre
- 2 octobre : James Shields établit un record d'équipe avec 15 retraits sur des prises en un match, battant l'ancienne marque de 14 réalisée en 2011 par son coéquipier David Price. Malgré un match complet et un seul point et deux coups sûrs accordés, Shields encaisse cependant la défaite dans le revers de 1-0 des Rays contre les Orioles de Baltimore[25].

### Classement
| Ligue américaine (Division Est) | V  | D  | %    | Diff. |
| ------------------------------- | -- | -- | ---- | ----- |
| Yankees de New York             | 95 | 67 | ,586 | -     |
| Orioles de Baltimore            | 93 | 69 | ,574 | 2     |
| Rays de Tampa Bay               | 90 | 72 | ,556 | 5     |
| Blue Jays de Toronto            | 73 | 89 | ,451 | 22    |
| Red Sox de Boston               | 69 | 93 | ,426 | 26    |

## Affiliations en ligues mineures
| Niveau            | Équipe                  | Ligue                    |
| ----------------- | ----------------------- | ------------------------ |
| AAA               | Bulls de Durham         | Ligue internationale     |
| AA                | Montgomery Biscuits     | Southern League          |
| A-Advanced        | Charlotte Stone Crabs   | Florida State League     |
| A                 | Bowling Green Hot Rods  | Midwest League           |
| A (saison courte) | Hudson Valley Renegades | New York - Penn League   |
| Ligue des recrues | Rays de Princeton       | Appalachian League       |
| Ligue des recrues | GCL Rays                | Gulf Coast League        |
| Ligue des recrues | DSL Rays                | Dominican Summer League  |
| Ligue des recrues | VSL Rays                | Venezuelan Summer League |